# Amerikaanse presidentsverkiezingen 1844
De Amerikaanse presidentsverkiezingen van 1844 gingen tussen de Democratische kandidaat James Polk en de kandidaat van de Whig Party, Henry Clay.

## Nominaties
De zittend president in 1844, John Tyler, werd na langdurige conflicten tussen hem en zijn partij, de Whigs, al in 1841 uit de partij gestoten. Bij de partijconventie in 1844 nomineerden de Whigs Henry Clay als hun presidentskandidaat en Theodore Frelinghuysen werd genomineerd als zijn running mate.
Bij de Democraten was oud-president Martin Van Buren aanvankelijk koploper voor de nominatie, maar er was te veel tegenstand in de partij om diens nominatie veilig te stellen. Tijdens de achtste stemronde op de Democratische conventie werd Polk naar voren geschoven als compromiskandidaat en bij de negende stemronde verkreeg Polk de benodigde steun om de Democratische kandidaat te worden. George Dallas werd als kandidaat voor het vicepresidentschap aangesteld.
Andere kandidaten waren James Birney die door de Liberty Party werd genomineerd en tegen de slavernij was en zittend president Tyler die een eigen partij oprichtte. Tyler trok zich ruim voor de verkiezingen echter terug uit de strijd.

## Presidentskandidaten

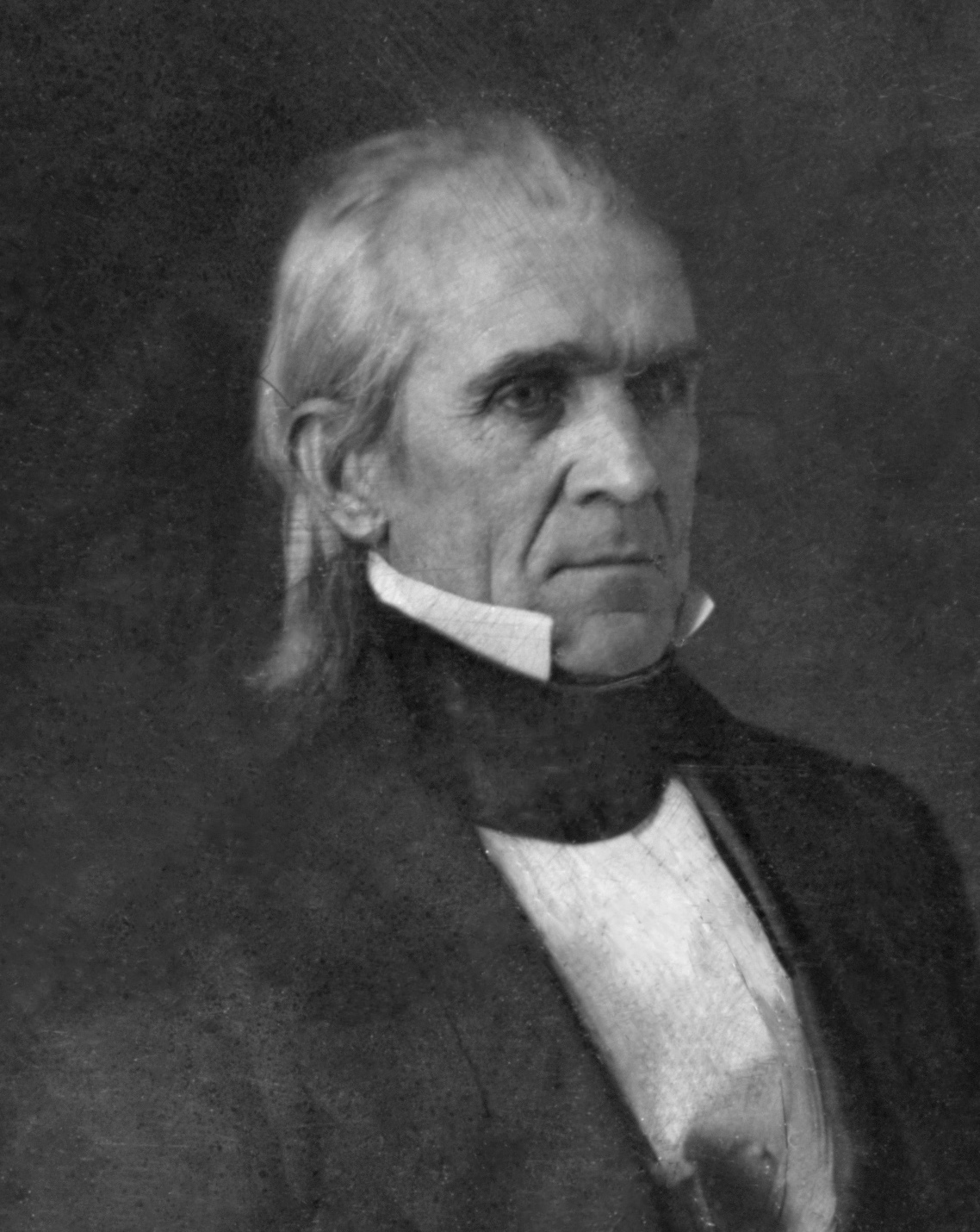
Voormalig Gouverneur James Polk uit Tennessee Democratische Partij
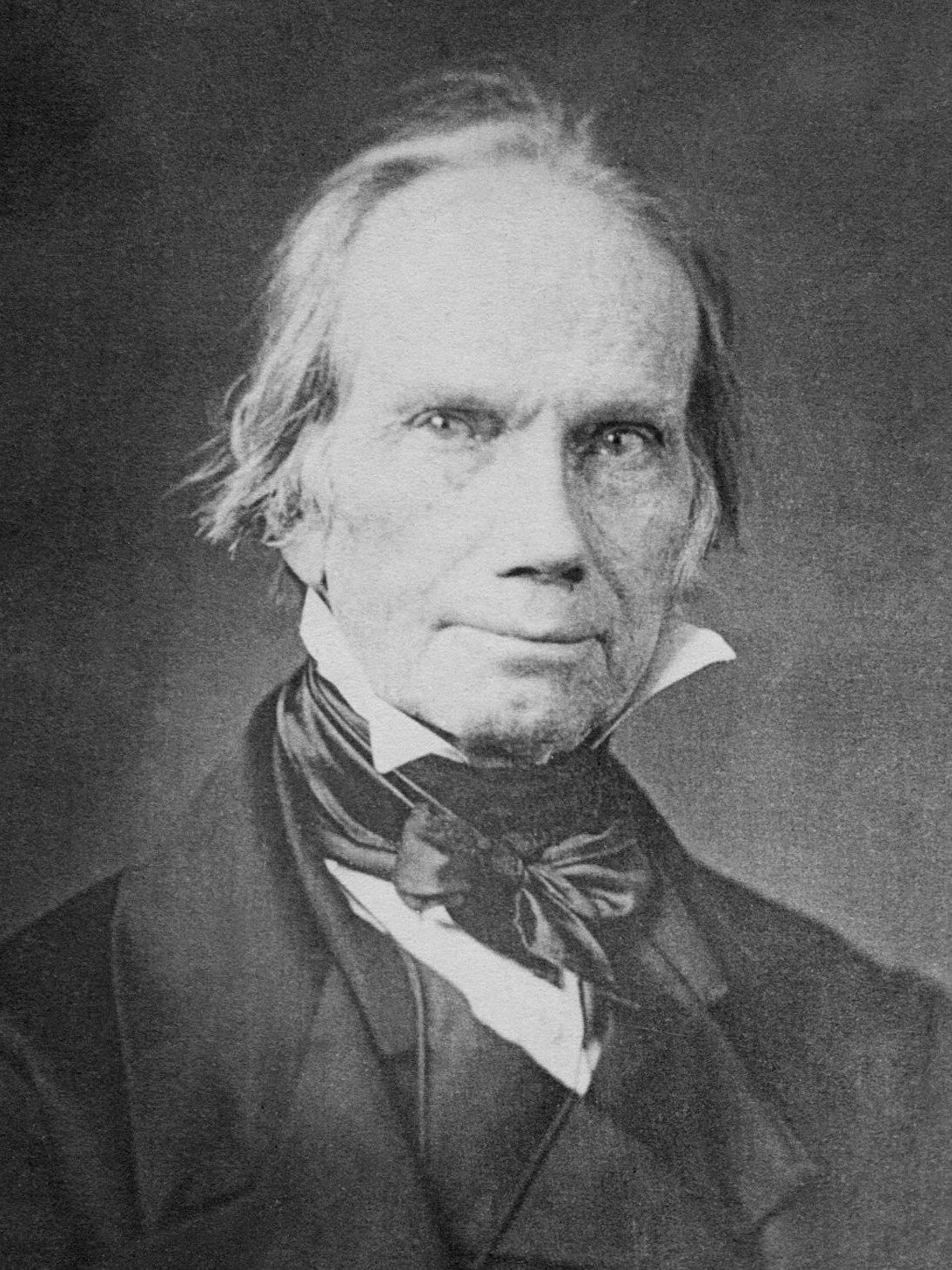
Voormalig Senator Henry Clay uit Kentucky Whig Partij

- Voormalig 
 Gouverneur 
 James Polk 
 uit Tennessee 
 Democratische Partij
- Voormalig 
 Senator 
 Henry Clay 
 uit Kentucky 
 Whig Partij

### Vicepresidentskandidaten

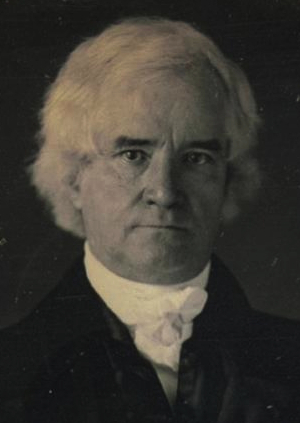
Voormalig Senator George Dallas uit Pennsylvania Democratische Partij
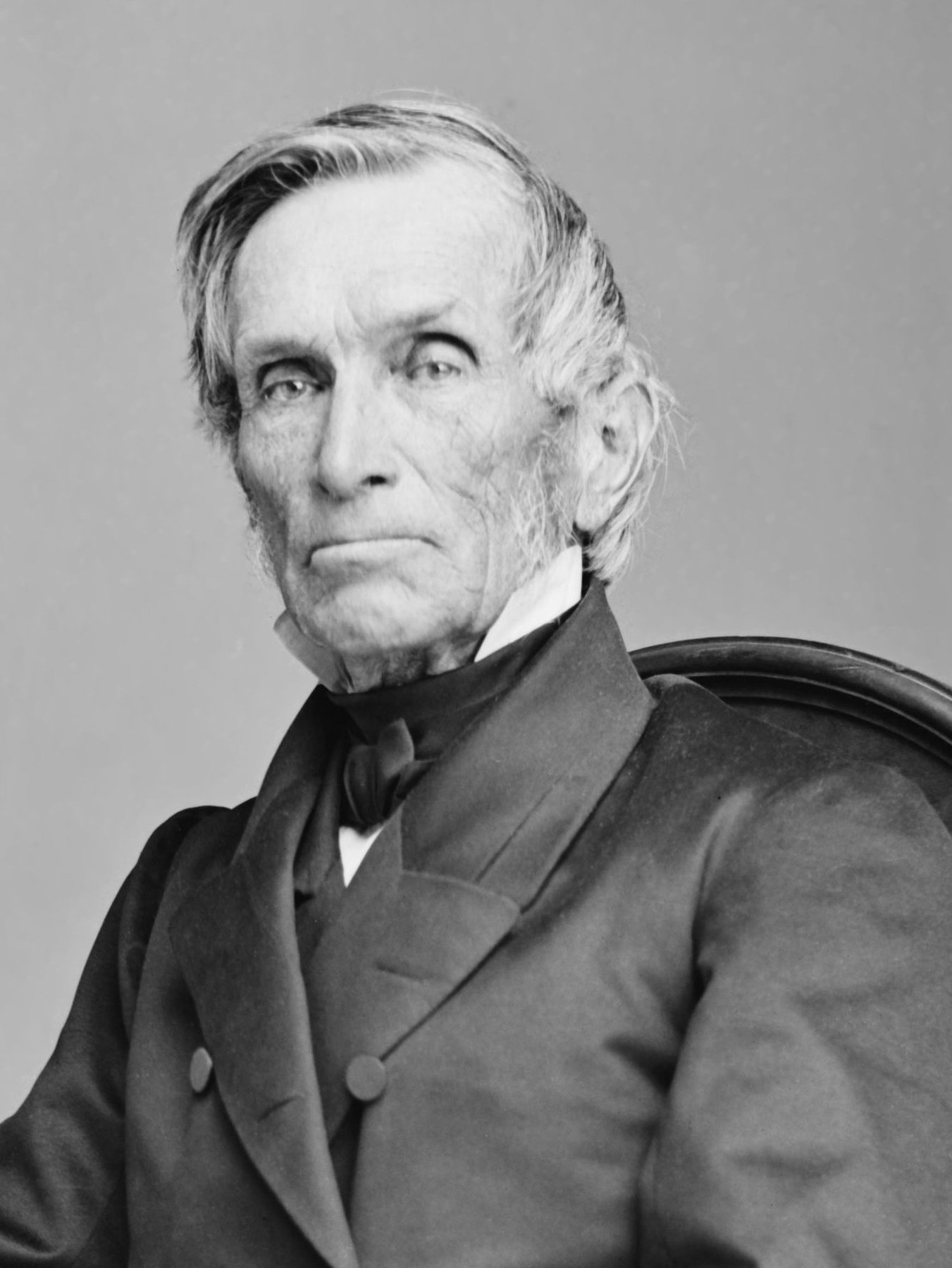
Voormalig Senator Theodore Frelinghuysen uit New Jersey Whig Partij

- Voormalig 
 Senator 
 George Dallas 
 uit Pennsylvania 
 Democratische Partij
- Voormalig 
 Senator 
 Theodore 
 Frelinghuysen 
 uit New Jersey 
 Whig Partij

## Campagne
Het hoofdthema van de verkiezingscampagne was het buitenlands beleid en met name de territoriale uitbreiding in Texas en Oregon. Polk was een voorstander van gebiedsuitbreiding, de zogenaamde Manifest Destiny, terwijl Clay in zijn campagne tegen annexatie van Texas en overname van Oregon Country was.

## Uitslag
De verkiezingen verliepen nek-aan-nek en het verschil in stemmen tussen Polk en Clay was minder dan 40.000 uit 2,7 miljoen uitgebrachte stemmen in Polks voordeel. In het kiescollege was de marge iets groter en won Polk 170 kiesmannen voor zich tegen 105 voor Clay. Geen van de andere kandidaten won een kiesman.
Polks verkiezing luidde een periode van westwaartse expansie in en Texas werd al voor zijn inhuldiging geannexeerd door de VS.

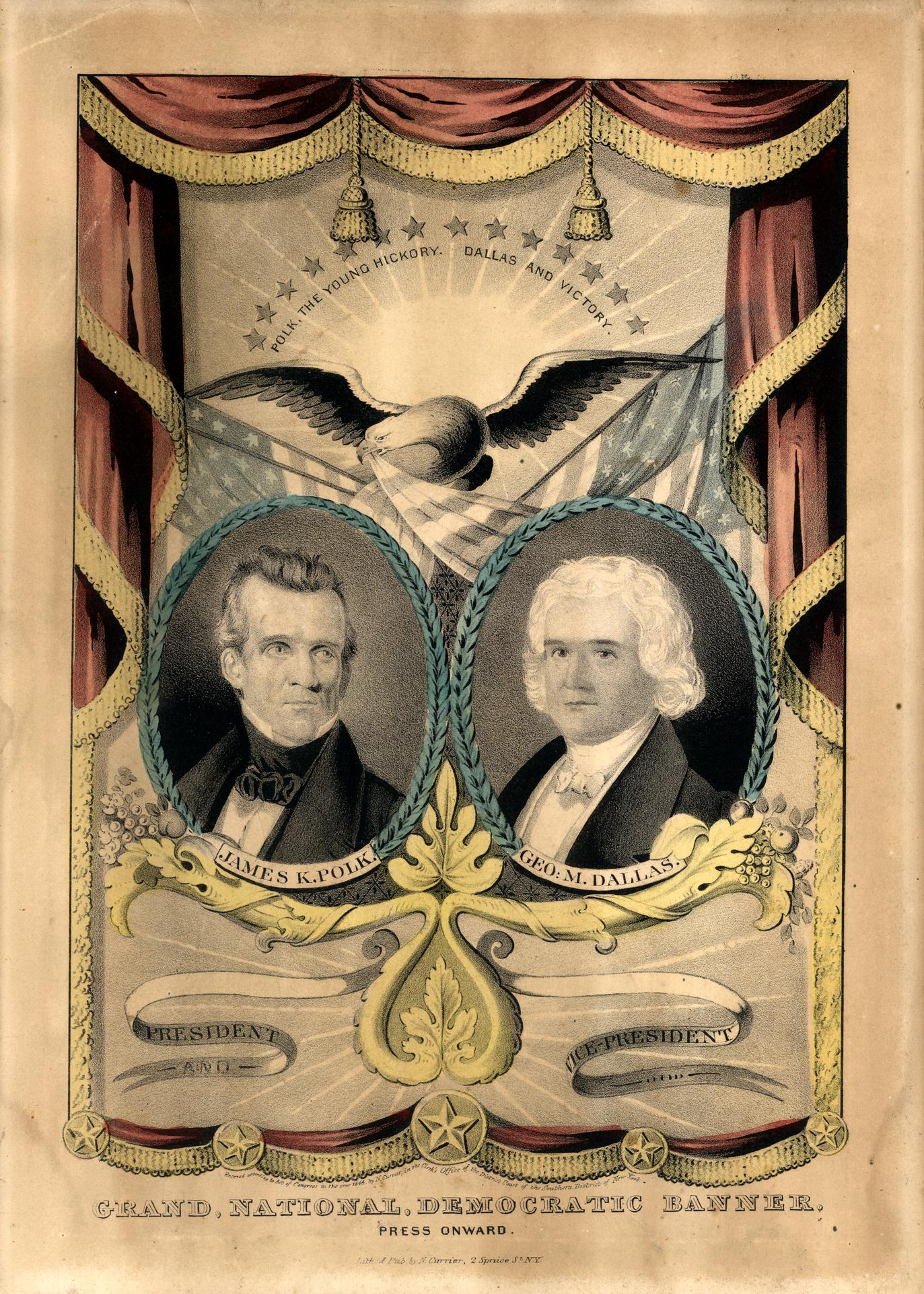
Democratische verkiezingsposter uit 1844

| Kandidaat  | Partij               | Stemmen   | Percentage | Kiesmannen | Running mate           |
| ---------- | -------------------- | --------- | ---------- | ---------- | ---------------------- |
| James Polk | Democratische Partij | 1.339.570 | 49,5%      | 170        | George Dallas          |
| Henry Clay | Whig Party           | 1.300.157 | 48,1%      | 105        | Theodore Frelinghuysen |
| Overigen   |                      | 64.137    | 2,4%       | 0          |                        |
| TOTAAL     |                      | 2.703.864 | 100%       | 275        |                        |